# Laurepa valida
Laurepa valida är en insektsart som beskrevs av Walker, F. 1869. Laurepa valida ingår i släktet Laurepa och familjen syrsor. Inga underarter finns listade i Catalogue of Life.